# Авторское право в Иордании
Закон об авторском праве 1992 года в Иордании  и поправки к нему основываются на Бернской Конвенции об охране литературных и художественных произведений и не содержат определения авторского права; однако в статье 3 закона сказано, что закон предоставляет правовую защиту для любого вида оригинального произведения в области литературы, искусства и науки независимо от назначения или цели работы.

## Регистрация авторского права
В Иордании авторское право автоматически закрепляется за оригинальным авторским произведением, однако его регистрация в Национальной Библиотеке и в Министерстве культуры Иордании ставит правообладателя в выгодное положении при возникновении тяжбы за авторские права.
Правообладатель, желающий зарегистрировать своё авторское право, должен:
1. Получить бланки и заполнить соответствующие разделы;
2. Знать положения закона об авторском праве;
3. Получить необходимые разрешения от лиц, внесших вклад в работу.

## Продолжительность авторского права
Защита авторских прав начинается тогда, когда произведение фактически создано и закреплено в материальной форме. В большинстве случаев продолжительность авторского права — в течение жизни правообладателя плюс пятьдесят лет после его/её смерти. Есть две категории исключений из стандартной продолжительности жизни плюс пятьдесят лет:
1. Автор произведения пользуется авторским правом защиты в течение пятидесяти лет с даты, когда произведение было создано в следующих случаях
  - автор является организацией или юридическим лицом, предоставляющим те же права, которые применяются к физическим лицам;
  - работа для кино или телевидения;
  - работа опубликована впервые уже после смерти автора;
  - работа опубликована под псевдонимом. В том случае, если автор работы раскрывает свою личность в охранной период действия авторского права, то оно продлевается до 50 лет после смерти автора;
2. Фотографии и прикладное искусство пользуются защитой только двадцать пять лет, начиная с 1 января года их создания.

При истечении срока охраны произведение переходит в сферу общественного достояния, что делает его законным для стороннего использования.
(см. статьи 30, 31, 32, 33 и 34 Иорданского закона об авторском праве № 22 за 1992 год и поправки к нему)

## Правообладатели
Автор или создатель является правообладателем любых работ. Если работник создает произведение в рабочее время или оно связано с работой автора, или использует рабочий материал, то авторское право принадлежит работодателю, если иное не оговорено в письменной форме.

## Исключения из авторского права
Произведения, которые вошли в общественное достояние, не пользуются защитой авторских прав. Наличие «copylife» лицензии, означает, что автор дал всем разрешение свободно использовать и развивать его работу.
Если произведение используется в образовательных целях или для личного использования, то в таких случаях использование произведения будет оправдано и не квалифицируется как нарушение.
Законы, нормативные акты и судебные решения, новости и отчеты не несут в себе авторские права. Министр культуры владеет авторским правом на произведения, которые относятся к категории «национальное достояние».

## Права, связанные с авторским правом
Права, которые закрепляются за авторским правом можно разделить на экономические и моральные. Моральное право не может быть продано или сдано. Напротив, имущественные права могут передаваться автором по его желанию, при условии что уступка заключается в письменной форме и недвусмысленно говорится о праве на работу, с указанием цели, места и срока использования. (см. статью 13 Иорданского закона об авторском праве)
Правообладатели имеют несколько эксклюзивных прав, в том числе:
- право публиковать и выпускать копии или репродукции произведения и продавать эти копии (в том числе электронные копии);
- право вносить поправки в работу (улучшение или изменение в работе);
- право на создание производных произведений (адаптирование оригинальных произведений);
- право осуществлять или показывать произведение публично;
- право продать или передать авторские права другим лицам;
- право отозвать работу из обращения;
- право оспаривать любое нарушение;

(см. статью 8 Иорданского закона об авторском праве № 22 по 1992 год и поправки к нему)

## Лицензирование
Иорданский министр культуры имеет право передавать лицензию для Иорданских граждан в двух случаях:
1. перевод и публикация зарубежных работ на арабский язык, при условии, что такой перевод был сделан автором в течение трех лет с начальной публикации
2. выставление работы на продажу при меньшей или равной цене как за аналогичные работы

Обязательно лицензирование при использовании работы для обучения.
(см. статью 11 Иорданского закона Об авторском праве № 22 за 1992 год)

## Защита авторских прав
Авторы/правообладатели, чьи авторские права были нарушены, имеют право на получение справедливой компенсации. При определении такой компенсации суды принимают в расчет ценность труда как такового, ценность работы на рынке и в какой степени нарушающие стороны имеют выгоду от эксплуатации произведения.
Кроме того, автор (наследники или правопреемники) вправе просить суды принять меры к:
- прекращению нарушений;
- конфисковывать контрафактные работы, её репродукции, ксерокопии или любой другой материал, используемый для работы;
- уничтожить репродукции или копии;
- конфисковать доходы, вытекающие из нарушения авторских прав.

В случаях подделки или использования авторского права без санкции, к нарушителям может быть возбуждено уголовное наказания в виде лишения свободы на срок не менее трех месяцев и не более трех лет и штраф размером от одной до трех тысяч Иорданских динаров.